# David Wehner
David Wehner es el director financiero (CFO) de Meta Platforms (conocido hasta 2021 como Facebook, Inc.). Se incorporó a Facebook en 2011 como vicepresidente de finanzas corporativas y planificación empresarial. Wehner sucedió a David Ebersman como director financiero de Facebook, Inc. el 1 de junio de 2014.

## Primeros años y carrera
Wehner asistió a Saint Louis Priory School y se graduó en 1986. Wehner se graduó de la Universidad de Georgetown con una licenciatura en química, donde fue editor de The Hoya. Se graduó de la Universidad de Stanford con una maestría en Física Aplicada, donde fue miembro de la Fundación Nacional de Ciencias.
Al principio de su carrera, Wehner trabajó en Monitor Group y Hambrecht & Quist. Wehner trabajó en Allen & Company durante casi una década hasta 2010, cuando se convirtió en el director financiero de Zynga. En estas firmas, ostentaba licencias de las series 7 y 24.